# Banachek
Banachek sau Steven Shaw (n. 30 noiembrie 1960) este un mentalist american. Banachek a scris cărți despre Mentalism, cum ar fi Psychological Subtleties și a inventat diferite magii și efecte în mentalism, inclusiv prinderea glonțului Penn & Teller și originalul "îngropat de viu".